# تد مک‌دگال
تد مک دگال (انگلیسی: Ted MacDougall؛ زادهٔ ۸ ژانویهٔ ۱۹۴۷) بازیکن فوتبال اهل اسکاتلند است.

## باشگاهی
از باشگاه‌هایی که در آن بازی کرده‌است می‌توان به باشگاه فوتبال ویموث، باشگاه فوتبال ای‌اف‌سی بورنموث، باشگاه فوتبال سالزبری سیتی، باشگاه فوتبال ساوت‌همپتون، باشگاه فوتبال لیورپول، باشگاه فوتبال توتون، و باشگاه فوتبال بلکپول، باشگاه فوتبال گوسپورت بورو، باشگاه فوتبال وستهام یونایتد، باشگاه فوتبال یورک سیتی، باشگاه فوتبال منچستر یونایتد، باشگاه فوتبال پول تاون، باشگاه فوتبال نوریچ سیتی، باشگاه فوتبال توتون اشاره کرد.

## تیم ملی
وی همچنین در تیم ملی فوتبال اسکاتلند بازی کرده است.